# Anatolij Drygin
Anatolij Siemionowicz Drygin (ros. Анатолий Семёнович Дрыгин, ur. 1 marca?/14 marca 1914 w Bałaszowie, zm. 19 listopada 1990 w Moskwie) – radziecki polityk i wojskowy, członek KC KPZR (1971-1986), Bohater Pracy Socjalistycznej (1984).

## Życiorys
W 1935 ukończył studia w Instytucie Agrarnym w Miczuryńsku, później był pracownikiem naukowym w baszkirskim instytucie gospodarki rolnej. Od 1936 starszy pracownik naukowy i kierownik wydziału instytutu, od 1940 członek WKP(b). Od czerwca 1941 do 1946 służył w Armii Czerwonej, walczył na Froncie Zachodnim, Wołchowskim, Stalingradzkim, Dońskim, Południowym, 2 Nadbałtyckim i 3 Białoruskim m.in. jako politruk kompanii i batalionu, dowódca batalionu i (od 1943) pułku. Brał udział w walkach w Donbasie, na Krymie i południowej Ukrainie, trzykrotnie ranny. Podczas wojny dosłużył się stopnia majora, a w 1945 został mianowany podpułkownikiem. Po wojnie przeniesiony do rezerwy, był m.in. dyrektorem sowchozu. 1950–1953 przewodniczący komitetu rejonowego rady rejonowej w Łudze w obwodzie leningradzkim, 1953–1956 I sekretarz komitetu rejonowego KPZR w obwodzie leningradzkim, 1956–1957 zastępca przewodniczącego Komitetu Wykonawczego Rady Obwodowej w Leningradzie, od 1960 do września 1961 sekretarz Komitetu Obwodowego KPZR w Leningradzie. Od 15 lipca 1961 do 23 czerwca 1985 I sekretarz Komitetu Obwodowego KPZR w Wołogdzie, następnie na emeryturze. Od 31 października 1961 do 30 marca 1971 zastępca członka, a od 9 kwietnia 1971 do 25 lutego 1986 członek KC KPZR. Deputowany do Rady Związku Rady Najwyższej ZSRR od 6 do 11 kadencji. W 1985 otrzymał honorowe obywatelstwo Wołogdy.
Jego imieniem nazwano plac w Wołogdzie.

## Odznaczenia
- Złoty Medal „Sierp i Młot” Bohatera Pracy Socjalistycznej (13 marca 1984)
- Order Lenina (trzykrotnie)
- Order Rewolucji Październikowej
- Order Czerwonego Sztandaru (dwukrotnie - 22 kwietnia 1944 i 31 sierpnia 1944)
- Order Suworowa III klasy (20 kwietnia 1945)
- Order Wojny Ojczyźnianej I klasy (11 marca 1985)
- Order Czerwonego Sztandaru Pracy
- Order Czerwonej Gwiazdy (7 lutego 1943)
- Medal jubileuszowy „W upamiętnieniu 100-lecia urodzin Władimira Iljicza Lenina”
- Medal „Za odwagę w pożarze”
- Medal „Za obronę Stalingradu”
- Medal „Za zwycięstwo nad Niemcami w Wielkiej Wojnie Ojczyźnianej 1941–1945”
- Medal jubileuszowy „Dwudziestolecia zwycięstwa w Wielkiej Wojnie Ojczyźnianej 1941–1945”
- Medal jubileuszowy „Trzydziestolecia zwycięstwa w Wielkiej Wojnie Ojczyźnianej 1941–1945”
- Medal jubileuszowy „Czterdziestolecia zwycięstwa w Wielkiej Wojnie Ojczyźnianej 1941–1945”
- Medal „Za zdobycie Królewca”
- Medal „Weteran pracy”
- Medal jubileuszowy „50 lat Sił Zbrojnych ZSRR”
- Medal jubileuszowy „60 lat Sił Zbrojnych ZSRR”
- Medal jubileuszowy „70 lat Sił Zbrojnych ZSRR”
- Medal „W upamiętnieniu 250-lecia Leningradu”
- Złoty Medal Wystawy Osiągnięć Gospodarki Narodowej ZSRR (pięciokrotnie)